# Torpedowce typu Narhvalen
Torpedowce typu Narhvalen – duńskie torpedowce z lat 80. XIX wieku. W 1888 roku w brytyjskiej stoczni John I. Thornycroft & Company w Chiswick zbudowano dwa okręty tego typu. Jednostki weszły w skład Kongelige Danske Marine jesienią 1888 roku, a z listy floty skreślono je w 1919 roku.

## Projekt i budowa
Torpedowce 1. klasy typu Narhvalen zostały zaprojektowane na duńskie zamówienie i zbudowane w brytyjskiej stoczni John I. Thornycroft & Company w Chiswick . Stępki obu okrętów położono w 1888 roku (numery stoczniowe 253–254) i w tym samym roku zostały zwodowane .
| Okręt       | Stocznia    | Początek budowy | Wodowanie | Wejście do służby | Los           |
| ----------- | ----------- | --------------- | --------- | ----------------- | ------------- |
| „Narhvalen” | Thornycroft | 1888            | 1888      | wrzesień 1888     | wycofany 1919 |
| „Havhesten” | Thornycroft | 1888            | 1888      | listopad 1888     | wycofany 1919 |

## Dane taktyczno–techniczne
Okręty były torpedowcami o długości całkowitej 41,12 metra, szerokości całkowitej 4,21 metra i zanurzeniu 2,17 metra . Wyporność normalna wynosiła 94 tony, a pełna 111 ton. Okręty napędzane były przez pionową maszynę parową o mocy 1200 KM, do której parę dostarczały dwa kotły lokomotywowe . Maksymalna prędkość napędzanychjedną śrubą jednostek wynosiła 18,5 węzła . Okręty zabierały zapas 15 ton węgla.
Uzbrojenie artyleryjskie jednostek składało się z dwóch pojedynczych rewolwerowych działek kalibru 37 mm M1875 L/17 . Okręty wyposażone były w dwie dziobowe wyrzutnie torped kal. 381 mm oraz podwójny aparat torpedowy tego samego kalibru .
Załoga pojedynczego okrętu składała się z 20 oficerów, podoficerów i marynarzy .

## Służba
„Narhvalen” i „Havhesten” zostały przyjęte do służby w Kongelige Danske Marine jesienią 1888 roku . W 1916 roku oznaczenie okrętów zmieniono na T5 i T4 . Jednostki zostały wycofane ze służby w 1919 roku .